# Номенклатурный тип
Тип, или Номенклату́рный тип (лат. typus nomenclaturalis), — элемент в биологической систематике, на котором основано описание таксона, связанное с первоначальным опубликованием названия.
Процесс выделения и обозначения номенклатурного типа называют типификацией. Типификация служит средством, с помощью которого названия таксонов связывают с самими таксонами.
Элементом, на котором основано описание таксона, может быть:
- для таксона в ранге вида или ниже — типовой экземпляр (в ботанике и зоологии; живой штамм или, иногда, фиксированный экземпляр, препарат, рисунок, описание (в микробиологии). В ботанике типом для вида, как правило, является гербарный образец, но иногда в этой роли может выступать также описание или рисунок);
- для таксона в ранге рода или в ранге между родом и видом — типовой вид;
- для таксона в ранге семейства (в зоологии также и для надсемейства) или в ранге между семейством и родом — типовой род;
- для таксона в ранге порядка и подпорядка — типовой род (в микробиологии);
- для таксона в ранге класса и подкласса — порядок (в микробиологии);
- названия ботанических таксонов рангом выше семейства типифицируются, только если они основаны на названии рода (например, Pinopsida, образованное от Pinus L.). В противном случае типификация к таким названиям не применяется (например, в группе Coniferae, которая идентична подклассу Pinopsida, типовой таксон не определялся).

Тип, таким образом, — объективное основание, с которым данное название постоянно связано.

## Метод типа
Если таксон разделяется на две или более частей, старое название сохраняется за той частью, к которой принадлежит его номенклатурный тип.

## «Типичность» номенклатурного типа
Поскольку номенклатурный тип является исключительно номенклатурным понятием, нельзя говорить о какой-либо «типичности» (в обычном смысле) элемента, являющегося типом, по сравнению с аналогичными элементами, не являющимися типами. Например, экземпляры, являющиеся типами, могут оказаться на самом краю линейки изменчивости данного вида. Аналогично, из того факта, что род является типовым для некоего семейства, вовсе не следует, что существенные качественные признаки, характерные для данного семейства, проявляются у представителей данного рода более ярко по сравнению с представителями других родов семейства.

## Сохранённый номенклатурный тип
Действительно обнародованное название может быть сохранено (законсервировано) в качестве правильного для таксона, в который не включён его номенклатурный тип, лишь в том случае, если это название будет сохранено (законсервировано) с новым номенклатурным типом, который будет помечен как typ. cons. (сокр. от лат. typus conservandus).